# Championnat de France de hockey sur glace 1975-1976
Saison précédente Saison suivante
La saison 1975-1976 est la 55e saison du championnat de France de hockey sur glace. Après deux saisons passées sous le nom de Série A, le championnat élite prend le nom de Nationale A.

## Bilan
29e titre pour le Chamonix Hockey Club.